# Escuela de Español
La Escuela de Español (Spanish Language School en idioma inglés) de Middlebury College (Vermont) es el programa de aprendizaje de español más antiguo del mundo y uno de los más prestigiosos (cuenta con dos premios Nobel entre su claustro). Funciona sin interrupción desde 1917, cuando fue fundado como parte del programa estival de enseñanzas de lenguas de Middlebury College que ya incluía el alemán y el francés, por tanto, es una institución centenaria.
Su actual director es el profesor, escritor y académico Jacobo Sefamí, mexicano de origen sefardí.

## Claustro
Cada año, el director o directora invita a diferentes profesores universitarios del mundo hispano a los que considera más relevantes o ideales para enseñar dentro del carácter y el programa académico. El carácter del programa permite invitar a formar parte del claustro a cualquier profesor, escritor, científico, artista o personalidad relevante.
En este sentido es proverbial la capacidad de Middlebury para identificar a figuras emergentes del mundo hispano e invitarlas como profesores. Por ejemplo, dos premios Nobel han formado parte del claustro años antes de ser premiados: Gabriela Mistral (1930) y Octavio Paz (1945). También muchos escritores e intelectuales fueron profesores en la Escuela Española antes de ser consagrados por la crítica y el público, como Américo Castro, Pedro Salinas, Néstor Almendros o José Kozer, entre otros. Por esta razón, en la actualidad está considerado, además de como el más antiguo, como uno de los más prestigiosos, en gran parte debido al claustro de profesores que forman o han formado parte de la Escuela.
Entre muchos otros, han sido profesores de la Escuela Española de Middlebury: Gregorio Peces Barba (honoris causa en el 2002), José Vasconcelos, Ramiro de Maeztu, Bernardo Clariana, Concha Espina, Gabriela Mistral, Samuel Gili Gaya, Javier Lasso de la Vega, Pilar de Madariaga Rojo, Santiago Argüello, Víctor Belaúnde, Joaquín Casalduero, Amado Alonso, Pedro Salinas (nombrado doctor Honoris Causa en 1937), Jaime Salinas,  Jorge Guillén, Luis Cernuda, José López-Rey, Miguel de Zárraga, Elena de la Torre, Juan Rodríguez Castellano, Miguel Romera Navarro, Roberto Ruiz, Enrique Díez Canedo, María Díez de Oñate, Salvador Dinamarca, Tomás Navarro Tomás, Julián Moreno-Lacalle, Américo Castro, Francisco Fernández de los Ríos, Enrique Díez Canedo, Francisco García Lorca, Julián Marías, Luis Cernuda, Ramón Piñeiro, Laura de los Ríos Giner, José María Chacón y Calvo, Carlos Clavería, Jorge Mañach, Carmen Bravo-Villasante, Roberto Esquenazi-Mayo, Elisa Menéndez Pidal, Alonso Zamora Vicente, Francisco Ayala, José Arce, Santiago Argüello, Manuel Alcalá, Manuel Álvarez-Morales, Salvador Fernández Ramírez, Julián Marías, Carlos Bousoño, Miguel Herrero García, Vicente Llorens, Antonio Alatorre, Miguel de Zárraga, Ricardo Gullón, Alicia Acosta, Carlos Concha, Carlos Clavería, Samuel Gili-Gaya, Federico Gil, Samuel Guarnaccia, Enrique Lafuente Ferrari, Julián Marías, José Teruel, Ángel del Río, José Manuel Blecua, Darío Villanueva, Amado Alonso, Eugenio Florit, Margit Frenk Alatorre, Eugenio Granell, Francisco Ayala, Enrique Lafuente-Ferrari, Luis A. Baralt, Sergio Bagú, Néstor Almendros, Manuel Rojas, Humberto Piñera, Gonzalo Menéndez Pidal, Carmen Bravo-Villasante, Vicente Llorens, José López-Rey, Julián Moreno Lacalle, Samuel Gili Gaya, Carlos Clavería, Max Enríquez Ureña, Pedro Laín Entralgo, Ricardo Gullón, Rafael Osuna, Germán Gullón, Gonzalo Sobejano, Luis Muñoz Marín, Juan López-Morillas, Francisco Rico, Eugenio Florit, Joaquín Casalduero, Xavier Fernández, Carlos Bousoño, Roberto Esquenazi-Mayo, Eugenio Florit, Gonzalo Menéndez-Pidal, Luis Muñoz Marín, José Fernández Montesinos, Alfredo Díez, Vicente Lloréns, José Manuel Blecua, Augusto Tamayo Vargas, Alonso Zamora Vicente, Camila Henríquez-Ureña, Pilar de Madariaga, Juan A. Marichal, Sofía Novoa, José Martel, Joaquina Navarro, Emilio González López, María Díez de Oñate, Juan de la Cabada, Margarita de Mayo, José Luis Cano, Rodolfo Cardona, Guido Gómez de Silva, Manuel García Blanco, Joaquín Gimeno, Juan Centeno, Alicia de Larrocha, Carlos Bousoño, Elisa Curtis-Guajardo, Manuel Alcalá Anaya, Ricardo Gullón, Ramón Piñeiro López, Alfredo Gómez Gil, Enrique García Santo-Tomás, Carlos Bousoño, Concha Bretón, Matilde Huici, Roberto Ampuero, Emilo Abreu Gómez, Concha de Albornoz, Carlos Saura (Honoris Causa en 2013), Joaquín Casalduero, José Gimeno Casalduero, Isabel García Lorca, el uruguayo José Albi, Raimundo Lida, Carmen Heymann, Servando Cavallar, José Moreno de Alba, José Kozer... y contrajeron matrimonio Francisco García Lorca y Laura de los Ríos Giner en 1942 (el primero llegaría a ser director de la Spanish School en 1955). También enseñaron en Middlebury los premio Nobel Gabriela Mistral (1930) y Octavio Paz (1945). 

## Exilio español y postguerra
Singularmente importante es para la literatura y la lingüística española de la postguerra pues la Escuela de Española de Middlebury fue un lugar donde, gracias a sus sucesivos directores, coincidieron y dialogaron intelectuales españoles exiliados en América y del interior de España. Por ejemplo, durante la dirección de García-Lorca, Pedro Salinas y Cernuda coincidieron en el verano de Vermont (como consta en las memorias de Cernuda). Desde entonces, este carácter dialogante, mediador y heterodoxo ha formado parte de su patrimonio intangible.
De la misma forma, sucedió con el exilio cubano u otras facciones de países latinoamericanos.

## La palabra de honor
El programa de inmersión de la Escuela Española se basa, al igual que el resto de las lenguas del programa en Middlebury, en la llamada "palabra de honor" (o Language Pledge). Dicha palabra consiste en el juramento firmado como un contrato de cada estudiante de hablar, leer, escribir y oír solo en español, renunciando al inglés para cualquier interacción que no sea por supervivencia. El incumplimiento de la palabra de honor conlleva la expulsión del programa sin reembolso.

## Estructura
La Escuela Española es una comunidad de aprendizaje en español compuesta por profesores y alumnos de la (1) Escuela de Español, programa de enseñanza de idiomas en siete semanas, y la (2) Escuela Graduada, que a su vez incluye los estudios de Máster en Estudios Hispánicos y el programa de Doctorado en Lenguas Modernas (o DML). 
El programa de la Escuela de Español está coordinado por el profesor Manel Lacorte y se divide en cinco niveles lingüísticos, de acuerdo a los descriptores del Marco Europeo Común de Referencia y ACTFL: 1, 1.5 (o falsos principiantes), 2, 3 y 4. Su público está formado, entre otros, por profesionales y miembros de cuerpos de seguridad e inteligencia, futuros estudiantes graduados y maestros en reciclaje que quieren mejorar su español de forma significativa en poco tiempo.
Por su parte, el programa graduado está coordinado por la profesora Carmen de la Guardia y comprende el programa de máster y doctorado. El programa de máster se estructura en cuatro semestres y puede ser cursado: 
- En cuatro veranos en la sede de Vermont (esta es la opción más barata y la preferida por los maestros en ejercicio que acuden a reciclarse y promocionarse).
- Tres veranos en Vermont y otro en el programa de Buenos Aires.
- Dos veranos en Vermont, otro en Buenos Aires y un semestre en el programa de Middlebury en Madrid.
- Combinando un primer verano en Vermont con el curso completo en Madrid y regresar a Vermont al verano siguiente.

## La cuestión del nombre
Desde 2018, se cambió el nombre del antiguo "Escuela Española", que mantenía la misma estructura nominal que el resto de las escuelas de lenguas (si bien es un calco del inglés), al nuevo y oficial "Escuela de Español" de Middlebury College. El objetivo es reflejar, como venía sucediendo desde finales de los años 60 y especialmente en los últimos quince años, su vocación de ofrecer una versión completa de la complejidad lingüística y cultural del mundo hispano, del que España es sólo una parte, sin renunciar a servir de puente intelectual entre ambas partes del océano Atlántico. En la actualidad, el claustro de origen español es una minoría dentro de la comunidad de profesores que representan más de doce países (EE. UU., El Salvador, Guatemala, Colombia, Cuba, Panamá, Puerto Rico, México, Venezuela, Perú, Argentina, Chile, Uruguay...).